# Kurt Steyrer
Kurt Steyer (Linz 3 juni 1920 - Wenen 16 juli 2007) was een Oostenrijks politicus (SPÖ).
Hij studeerde medicijnen in Wenen en Praag en promoveerde in 1945. Hij was werkzaam als dermatoloog en bedrijfsarts.
In 1946 sloot Steyer zich aan bij de SPÖ en socialistische artsenvereniging. Van 1961 tot 1968 was hij bondsvoorzitter van deze laatste organisatie. Van 1975 tot 1983 had hij zitting in de Nationale Raad en van 1981 tot 1985 was hij bondsminister van Volksgezondheid en Milieubescherming. Nadien was hij nog lid van de gemeenteraad van Wenen (1987-1988) en voorzitter van de wielrijdersbond (1987-1989).
Kurt Steyer was in 1986 presidentskandidaat, maar hij werd bij de verkiezingen verslagen door Kurt Waldheim (ÖVP). 
Na zijn overlijden werd hij begraven op het Wiener Zentralfriedhof.